# فرودگاه لا تاپوا
فرودگاه لا تاپوا  (به انگلیسی: La Tapoa Airport) یک فرودگاه همگانی است . این فرودگاه در کشور نیجر قرار دارد .